# Solomon Gomez
Solomon „Garrincha“ Gomez (* 1947/1948 in Bathurst; † 6. Februar 2018 (gemeldet)) war ein gambischer Fußballspieler.

## Leben
Gomez, ältester Sohn von John Karopijai und Marie Karakodo Gomez geb. Jatta, ist in Bathurst (heute Banjul) geboren. Er besuchte die St. John’s Infant School und die St. Augustine’s Primary School, bevor er auf die St. Augustine’s Secondary School ging. Anschließend besuchte er das Yundum Teacher Training College um Lehrer zu werden.
Gomez war ein Fußballspieler, einer der Fußballstars in der Geschichte Gambias. Als er im Augustinians Football Club Fußball spielte, gehörte er zu dem beeindruckenden Trio Solomon Gomez, Charles Thomas und Solomon Oldman Jatta (im Volksmund „Body Balance“ genannt). Diese drei Spieler stellten jedes Team, das ihnen gegenüberstand, vor eine bedrohliche Herausforderung. Gomez gehörte  der berühmten Nationalmannschaft Gambias an, die Senegal zuletzt 1962 in einem offiziellen Spiel in Dakar besiegte. In diesem Spiel erzielte er den Siegtreffer. Er war auch der beste Speerwerfer in Gambia und vertrat Gambia bei diesem Ereignis. Solomon war auch ein guter Cricketspieler und nahm auch an mehreren Länderspielen für Gambia teil. Es war die Kombination aus diesen sportlichen Fähigkeiten die ihm und seinem Teamkollegen Charles Thomas die Zulassung an der Harvard University, Amerikas herausragender Ivy League School, einbrachte. Er erhielt den Spitznamen „Garrincha“ nach dem großen brasilianischen Spieler (Garrincha) der 1950er und 1960er Jahre. Die beiden spielten als Duo für Harvard Fußball und trieben die Universität zum sukzessiven Gewinn der Ivy League Soccer Championship an. Am Ende schloss Gomez sein Studium in Harvard als Undergraduate mit einem AB-Abschluss Cum Laude in Internationalen Studien ab. Von Harvard zog Gomez nach New York City, wo er an der Columbia University studierte, einer weiteren Ivy League-Schule, an der er seinen Master-Abschluss erwarb. Zu den anderen Gambiern, die zu dieser Zeit an der Columbia University waren, gehörten Joe Bruce, Francis „De Gaulle“ Njie, Matarr Njie und Charles Fernandez.
Nachdem Gomez seinen Master-Abschluss an der Columbia University erhalten hatte, zog er in die Gegend von Washington, D.C., um an der School of Advanced International Studies (SAIS) der Johns Hopkins University zu studieren, wo er 1977 seinen Doktortitel in Internationalen Studien mit der Dissertation The Gambia's external relations: a study of the internal and external factors that influenced foreign policy positions, 1965–1975 erwarb. Nach seiner Promotion bei Johns Hopkins kehrte Gomez kurzzeitig nach Gambia zurück, bevor er eine Stelle bei der damaligen Organisation für Afrikanische Einheit (OAU), der heutigen Afrikanischen Union, antrat. Bei der OAU verbrachte er eine längere Zeit im UNO-Büro der Organisation als ihr Vertreter bei den Vereinten Nationen. Von dort beauftragte ihn die Organisation mit der Aufgabe, eine Lösung für den schwelenden Polisario-Konflikt zu finden.
Gomez starb Anfang 2018.